# Ян Климент
Ян Климент (чеськ. Jan Kliment; нар. 1 вересня  1993, Їглава) — чеський футболіст, півзахисник клубу «Сігма» (Оломоуць) та національної збірної Чехії.

## Кар'єра
Вихованець клубу «Височина» (Їглава) у складі якого виступав з 2012 по 2015. Після вдалого виступу за молодіжну збірну Чехії на молодіжному чемпіонаті Європи з футболу 2015, де він став найкращим бомбардиром, перейшов до німецького клубу «Штутгарт» (контракт до 2019 року).
Але у складі німецького клубу футболіст так і не зумів закріпитися і у 2016 році відправився в оренду у данський «Брондбю». Після оренди Климент повернувся до «Штутгарта»,а у 2020 році перейшов до чеського «Словацко».
Влітку 2021 року як вільний агент Ян Климент приєднався до краківської «Вісли».
У червні наступного року приєдгався до клубу «Вікторія» (Пльзень).
31 травня 2024 року, Климент уклав дворічну угоду з клубом «Сігма» (Оломоуць).

## Збірна
Ян Климент виступав за юнацькі та молодіжну збірні Чехії. У вересні 2017 року у матчі кваліфікації до ЧС - 2018 проти команди Німеччини Ян Климент дебютував у національній збірній Чехії.

## Досягнення
Брондбю
- Переможець Кубку Данії: 2017/18

Сігма
- Переможець Кубка Чехії: 2024/25

Особисті
- Найкращий бомбардир молодіжного чемпіонату Європи 2015
- Найкращий бомбардир чемпіонату Чехії (1): 2024—2025 (18 голів)